# Щедро
Щє́дро (Шчєдро, хорв. Šćedro, італ. Torcola) — невеличкий хорватський острів в Адріатичному морі поблизу узбережжя Далмації, на 2,7 км південніше острова Хвар. Назва походить від старослов'янського štedri, тобто благодійний, тому що острів для мореплавців дарує дві глибокі, добре захищені бухти. Латинська назва Šćedro була Tauris, з якої і утворилося італійське Tauricola, а потім і Torcola.
Площа острова — 8,37 км², довжина — 6 км, ширина — 2,5 км, довжина берегової лінії — 26,135 км. Найвища точка — Зеленікова Ґлава (113 м). Населення острова — близько 30 осіб (в літній час). Найдавніше поселення — Старе Стіне (покинуте).
Згідно з Хварським Статутом від 1331 р., острів був громадською власністю і призначався для спільного випасу. Острів був дуже родючим і мав м'якший клімат, ніж Хвар, а у зв'язку з нічними росами використовувався для вирощування тут зернових культур.
У 1465 р. в затоці Мостір було засновано домініканський монастир, разом з госпісом для моряків, покинутий у XVIII столітті. Біля поселення Старе Стіне є старий кар'єр, а гіпс з острова було використано в барокових каплицях собору острова Хвар.
Давні населені пункти Мостір (Mostir) і Настане (Nastane) нині значною мірою спустіли, за винятком ресторанів та інших туристичних об'єктів у літній сезон.